# Ottův cyklus
Ottův cyklus nebo Ottův oběh je ideální tepelný oběh sestávající z vratných změn.
Ottův cyklus popisuje práci tepelného stroje, kde přívod a odvod tepla se uskutečňuje ve velmi krátkém čase - beze změny pohybu pístu. Takové přiblížení lze použít pouze pro zážehové motory, kde je rychlost spalování (přívod tepla) dostatečně vysoká. Odvod tepla je realizován výměnou náplně, což zhruba odpovídá předpokladům modelu.
Pojmenován je podle německého vynálezce Nicolause Otta.

## Diagram Ottova cyklu

Znázornění Ottova cyklu v pV diagramu

Jednotlivé fáze Ottova cyklu znázorňuje diagram vyjadřující závislost tlaku na objemu (pV diagram). Zanesením všech čtyř fází cyklu do jednoho diagramu získáme oblast ohraničenou dvěma adiabatami a dvěma izochorami. Obsah této oblasti odpovídá práci vykonané strojem
{\displaystyle A\equiv Q_{p}-Q_{o}}
- křivka mezi body 1 a 2 - adiabatická komprese
- křivka mezi body 2 a 3 - izochorický přívod tepla
- křivka mezi body 3 a 4 - adiabatická expanze
- křivka mezi body 4 a 1 - izochorický odvod tepla

## Účinnost Ottova cyklu
Účinnost Ottova cyklu závisí pouze na
kompresním poměru ε  tj. poměru objemu ve stavech 1 a 4 k objemu ve stavech 2 a 3 a na
exponentu adiabaty k – Poissonově konstantě podle následujícího vztahu:
{\displaystyle \eta =1-{\frac {1}{\varepsilon ^{k-1}}}}